# Łouchi
Łouchi (ros. Лоухи, fiń. Louhi) – osada typu miejskiego w północno-zachodniej Rosji, na terenie wchodzącej w skład tego państwa Republiki Karelii.
Miejscowość leży w rejonie łouchskim i stanowi jego centrum administracyjne.
Osada liczy 5646 mieszkańców (1 stycznia 2005 r.), głównie Rosjan.